# 니콜라베르나르 레피시에
니콜라베르나르 레피시에(프랑스어: Nicolas-Bernard Lépicié, 1735년 6월 16일~1784년 9월 15일)는 프랑스의 화가이다. 그의 부모님은 당시 유명한 두 조각가였던 프랑수아베르나르 레피시에와 르네엘리자베트 마를리에이다. 당시 레피시에는 샤르댕과 그뢰즈와 비교될 정도로 유명한 화가였다.

## 생애
니콜라베르나르 레피시에는 카를 반 로 등 당시의 대표적인 예술가들로부터 수업을 받았다. 1769년에 그는 파리 왕립 회화 조각 아카데미의 회원이 되었다. 3년 후인 1772년에는 조교수가 되었고, 1777년에는 교수가 되었다. 그는 카를 베르네, Jean-Frederic Schall, 장앙투안테오도르 기루스트, 장조제프 타야송, 앙리피에르 당루, 장바티스트 르뇨 및 니콜라앙투안 토네 등 유명한 예술가들을 가르쳤다.

## 작품

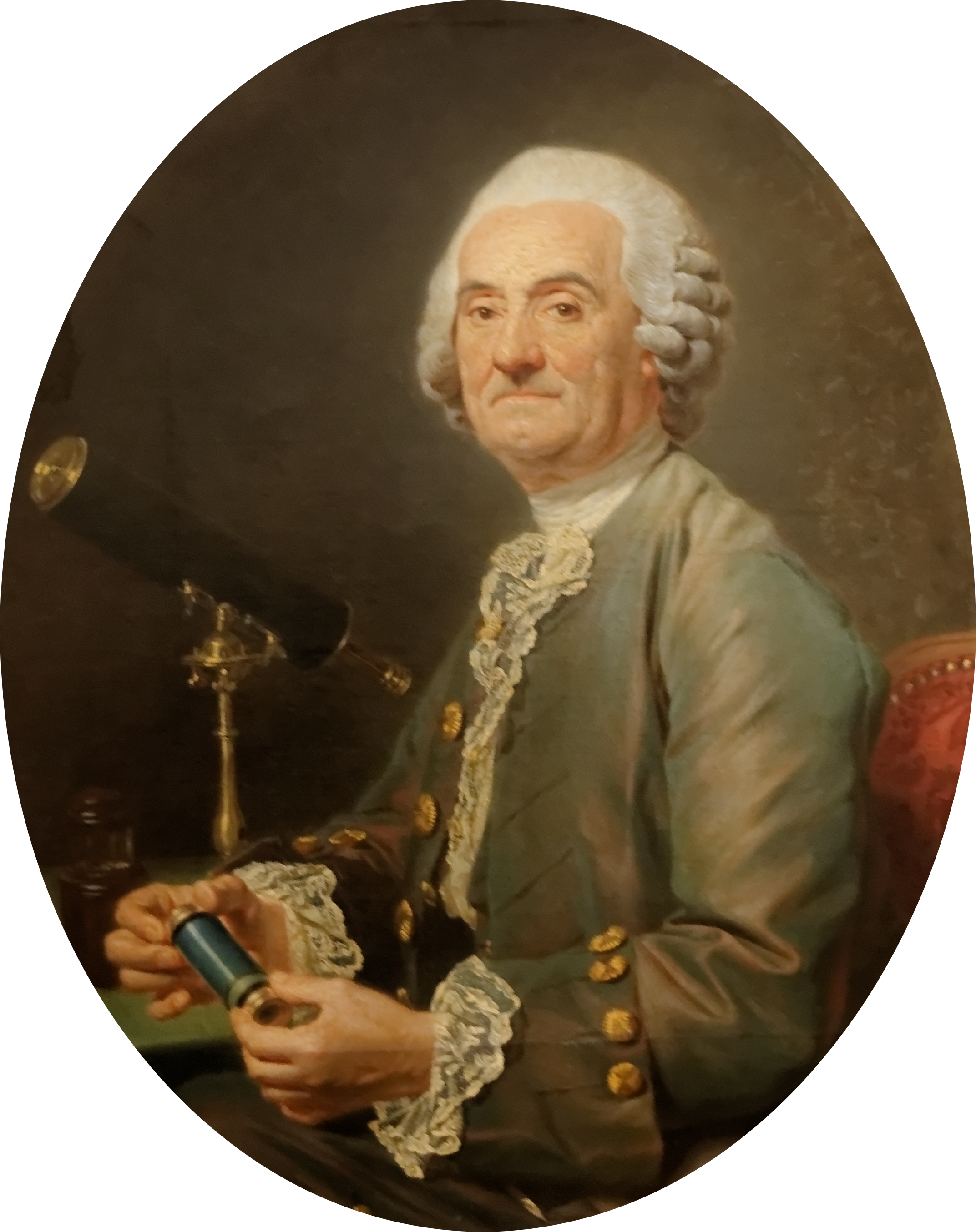
《천문학자》, 피에르 샤를 르 모니에의 초상화, 1777년경

레피시에의 작품은 그의 아버지의 친구인 장 시메옹 샤르댕의 영향을 뚜렷하게 받았는데, 샤르댕이 다룬 주제는 레피시에에게 많은 영감을 주었다. 레피시에는 초상화(천문학자 피에르 샤를 르 모니에의 초상화, 1777년)부터 역사화(Achilles and the Centaur Chiron, 1769년) 및 풍속화(A Mother Feeding her Child, 1774년; Cour de ferme, 1784년)에 이르기까지 다양한 장르를 그렸다.

## 갤러리

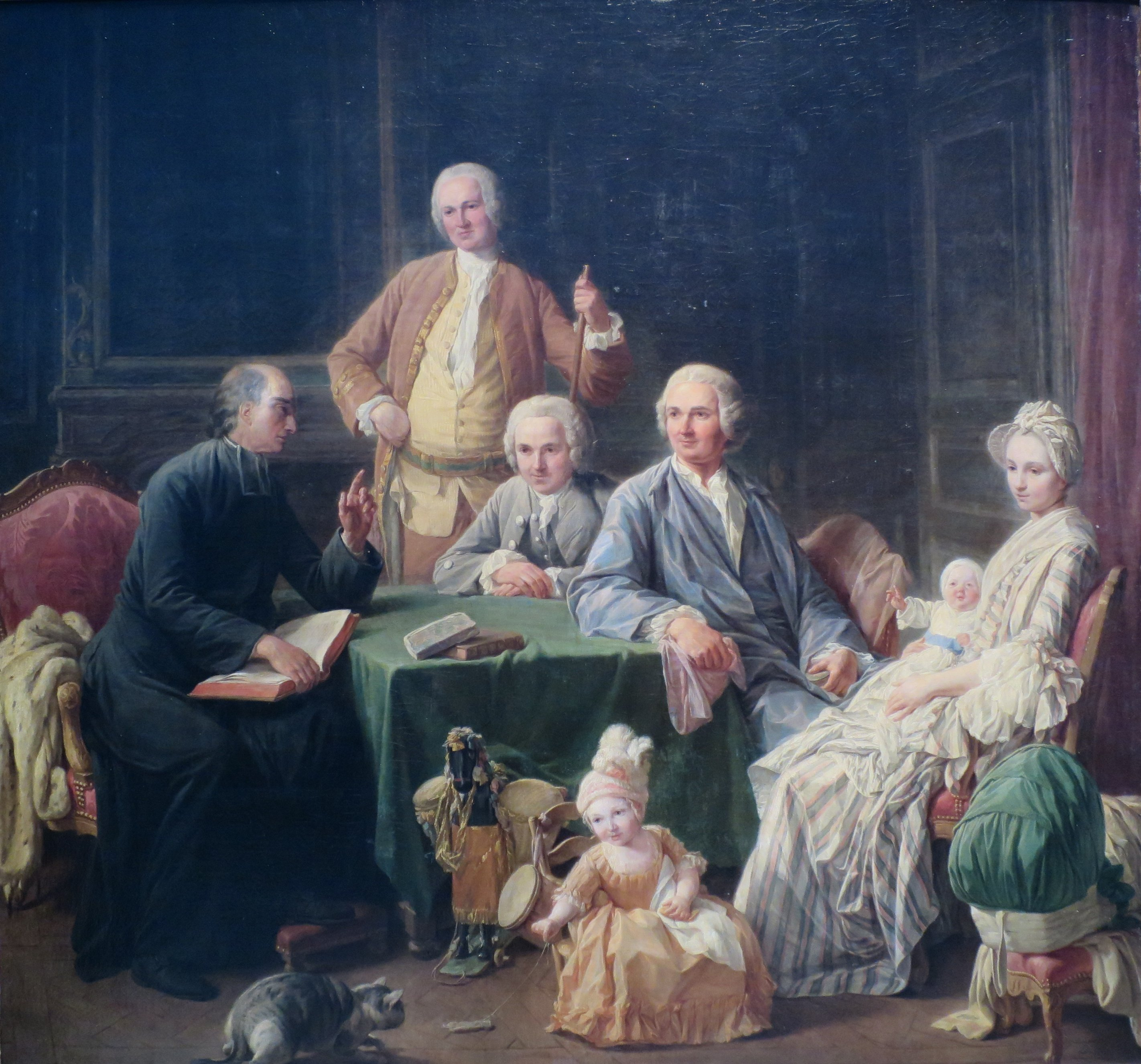
《르로이 가족의 초상화》, 1766년, 푸시킨 미술관
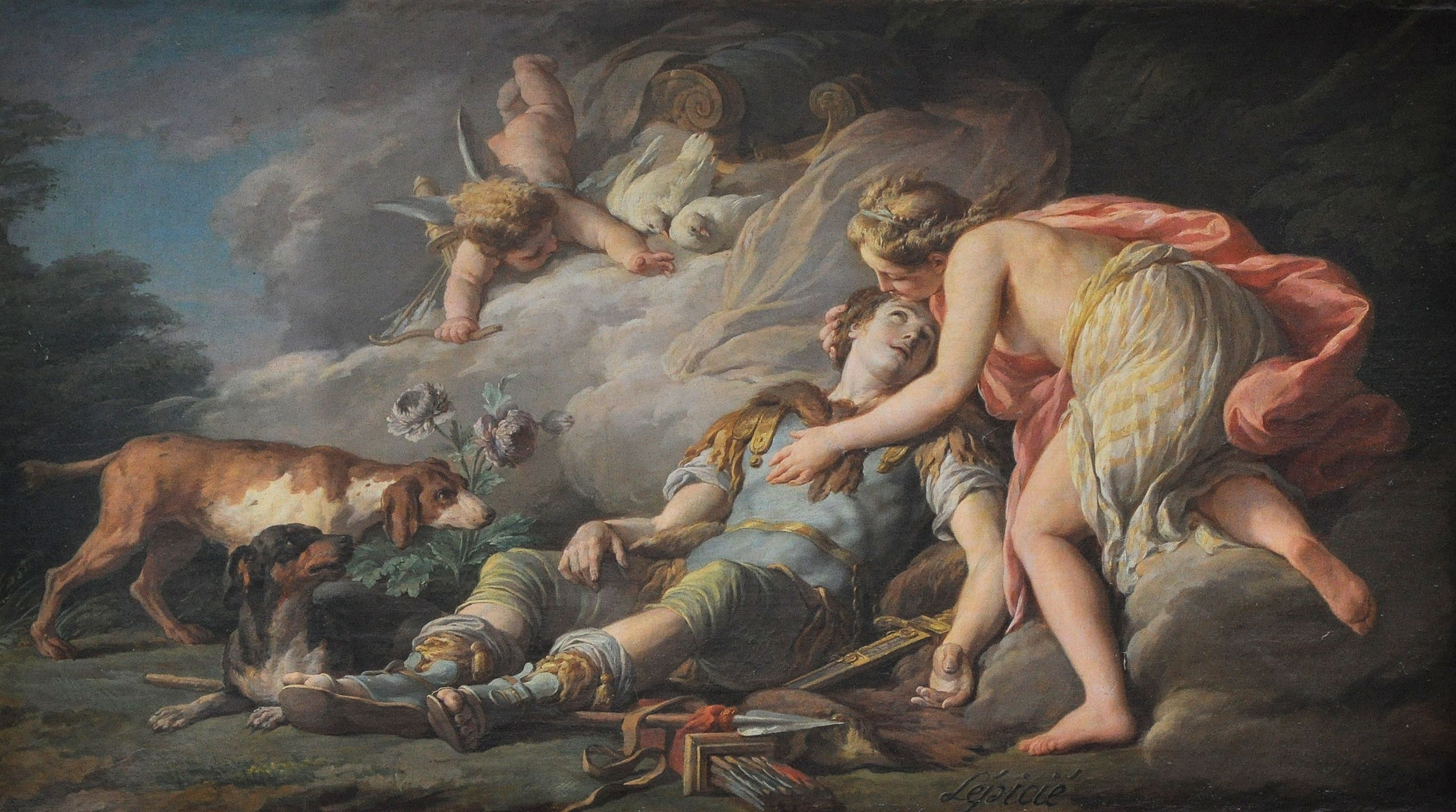
Adonis changé en Anémone, 1768년경, 베르사유궁
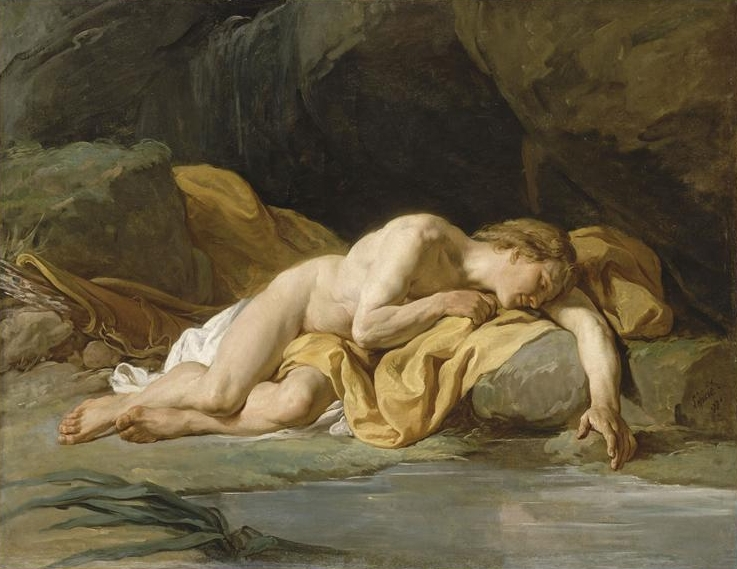
《나르시스》, 1771년
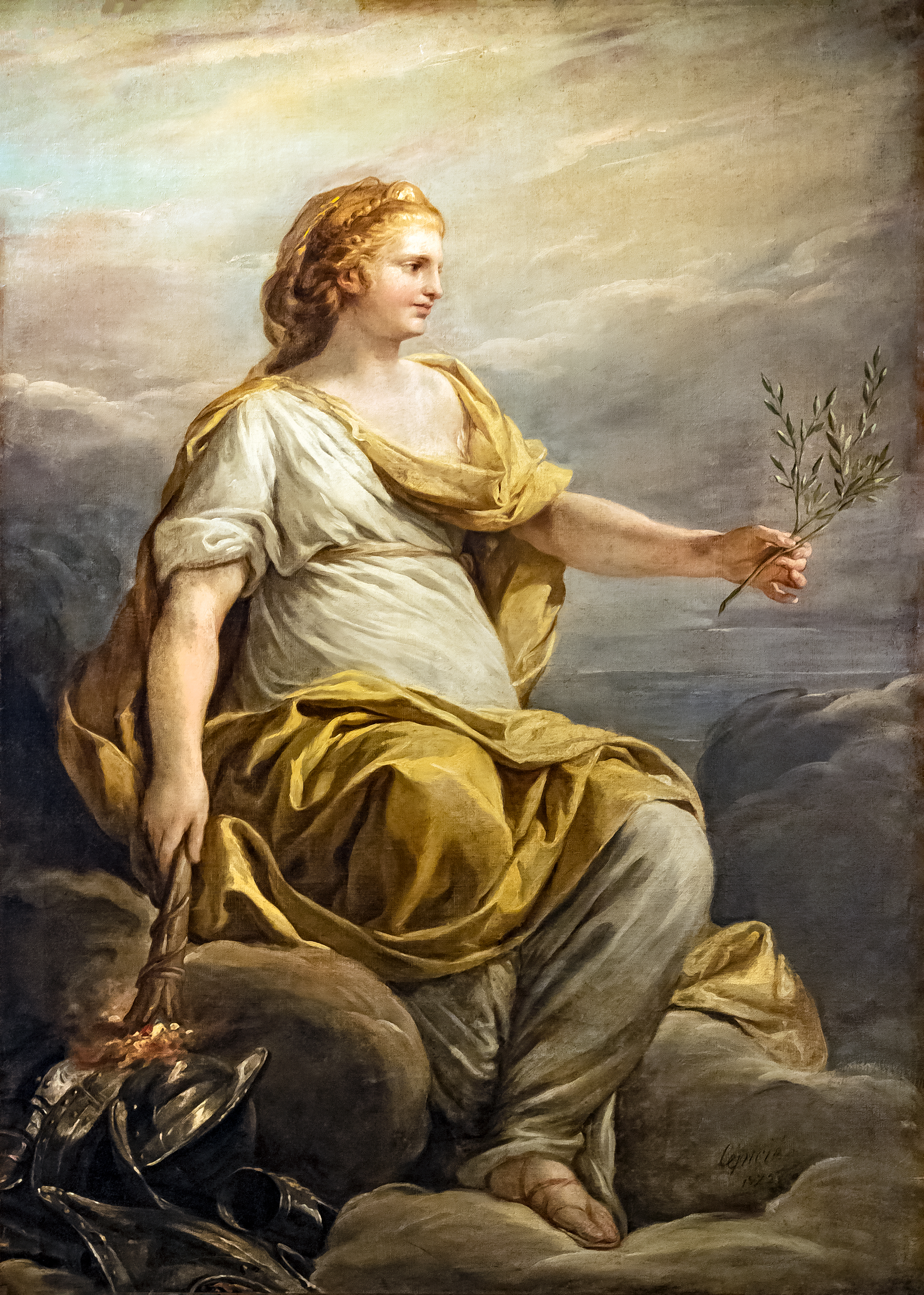
《평화의 우화》, 1772년
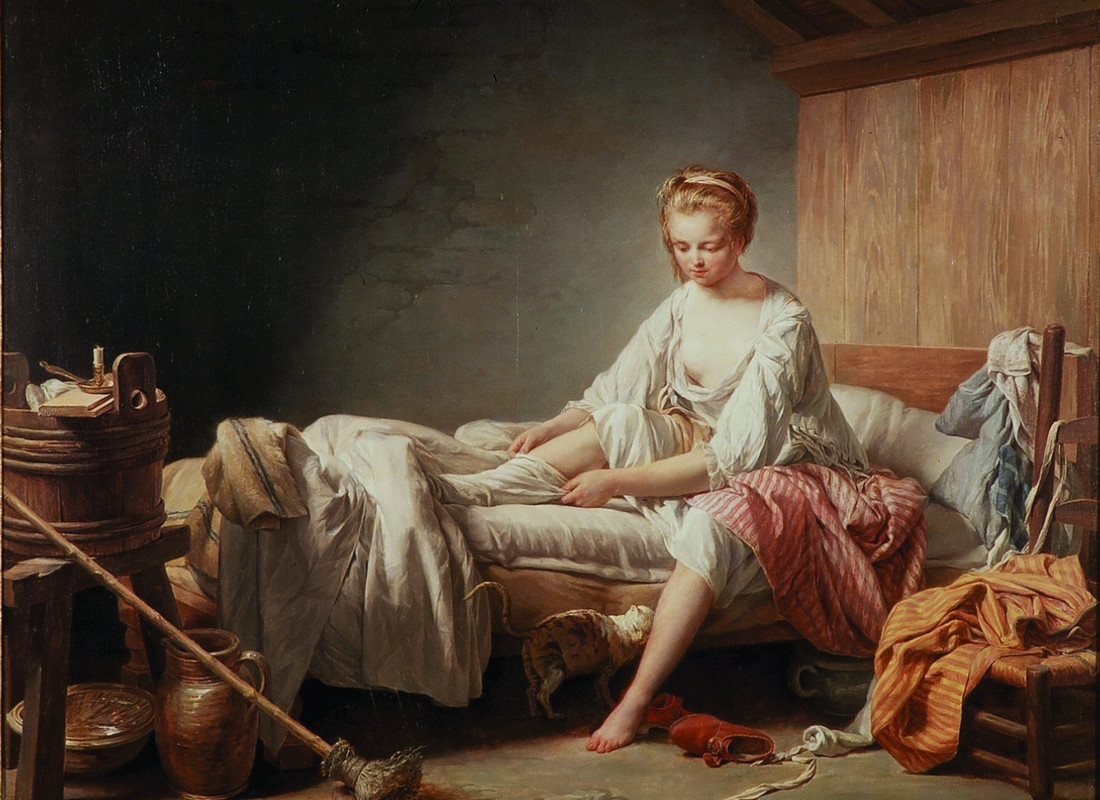
《팡숑의 기상》, 1773년
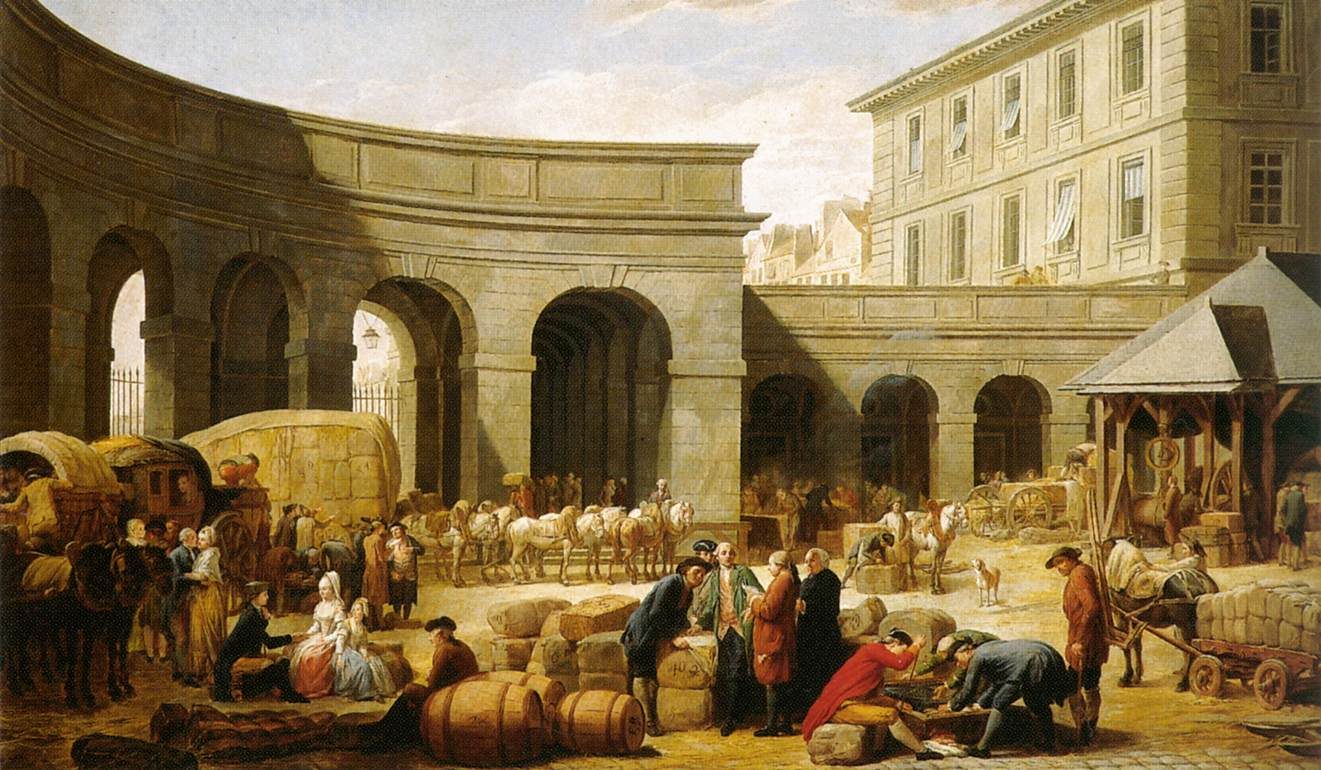
《세관의 안뜰》, 1775년, 티센보르네미사 미술관
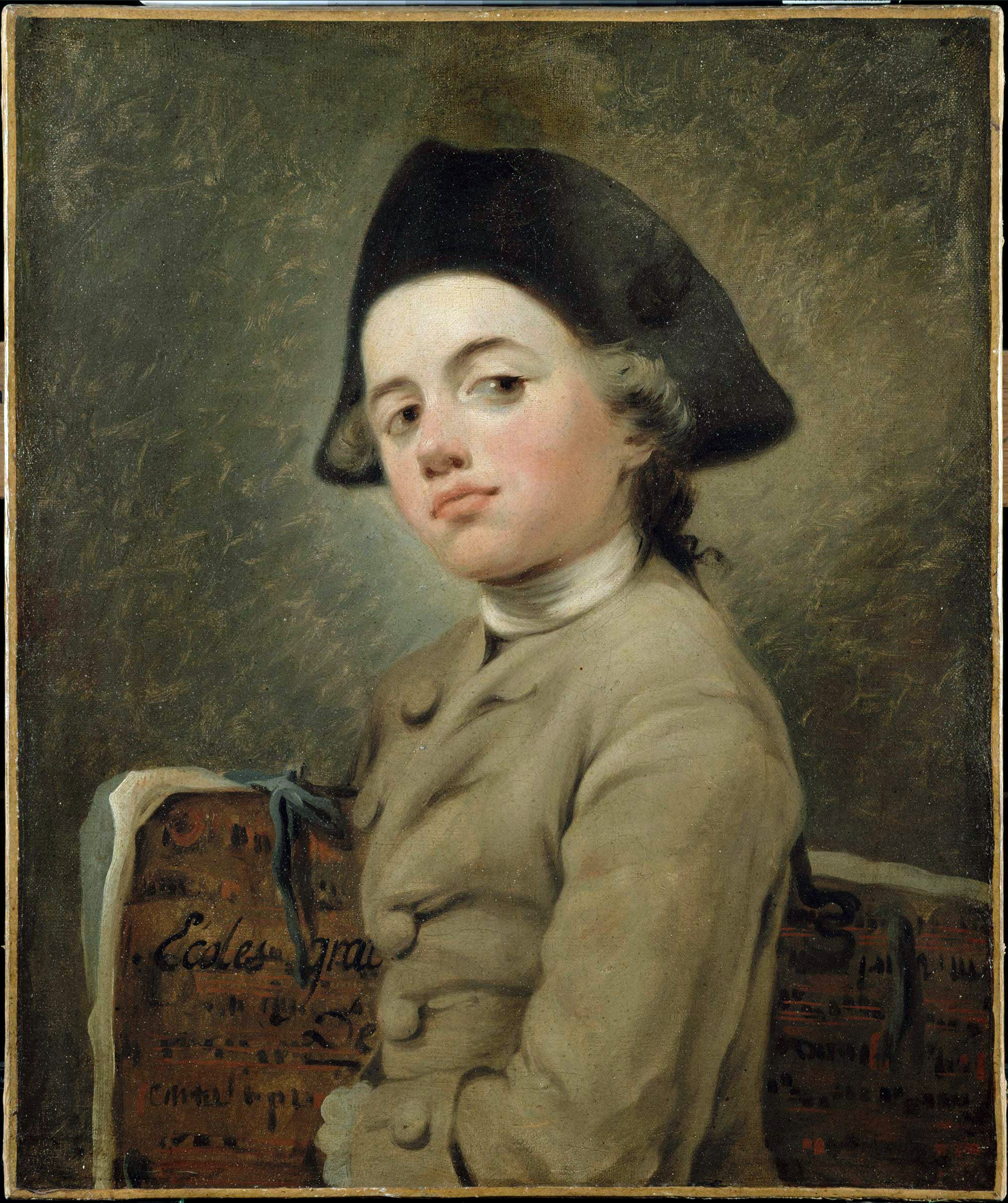
Le Jeune Dessinateur, 루브르 박물관
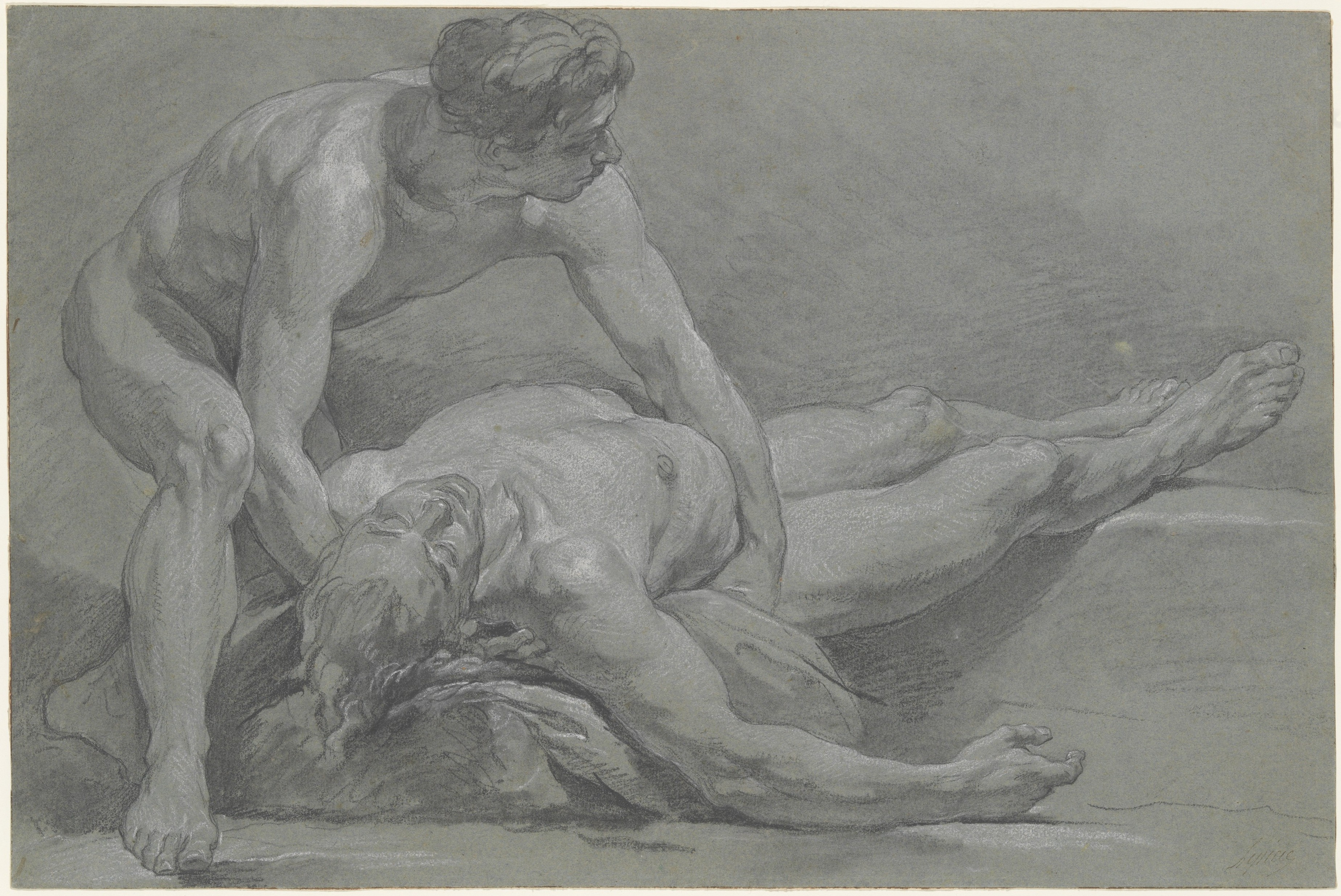
《두 명의 누드 남성상》, 메트로폴리탄 미술관
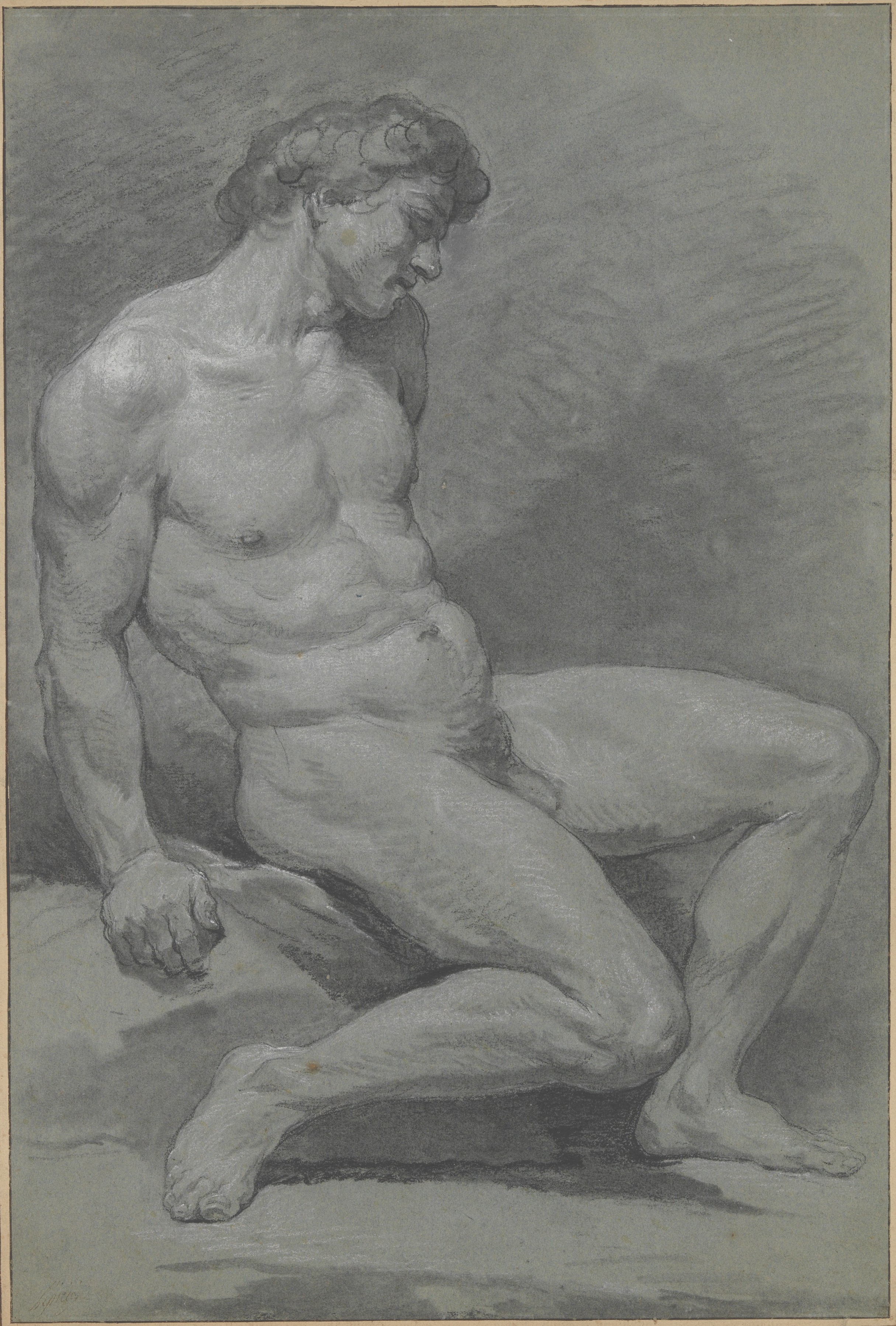
《오른쪽을 향해 앉은 남성의 누드》, 메트로폴리탄 미술관